# Umsturzvorlage
Die Umsturzvorlage („Gesetz, betreffend Änderungen und Ergänzungen des Strafgesetzbuchs, des Militärgesetzbuchs und des Gesetzes über die Presse“) war am 5. Dezember 1894 in den Deutschen Reichstag gescheiterte Gesetzesvorlage des Reichskanzlers Fürst Chlodwig zu Hohenlohe-Schillingsfürst, die nach ihrer Begründung den gefährlichen, auf den gewaltsamen Umsturz der bestehenden Verfassung und Gesellschaftsordnung des Deutschen Reiches zielenden Bestrebungen entgegentreten sollte.

## Vorgeschichte
Nach der Aufhebung des Sozialistengesetzes 1890 versuchte die Regierung in Preußen unter dem ab März 1892 amtierenden Ministerpräsidenten Botho zu Eulenburg neue antisozialistische Gesetze durchzusetzen. Auch der Kaiser Wilhelm II. hatte sich unter dem Einfluss von Carl Ferdinand von Stumm-Halberg längst von seinem anfänglichen sozialpolitischen Kurs entfernt.  
Eulenburg kündigte am 26. Mai 1894 ein Reichsgesetz gegen „revolutionäre Tendenzen“ an. Die hinter den Bestrebungen zum Umsturz stehenden Kräfte waren nach Meinung der Verfasser der Umsturzvorlage insbesondere Sozialdemokraten. Man war der Meinung, dass die bestehenden Gesetze zu deren Bekämpfung nicht ausreichten. Es war allerdings absehbar, dass der Reichstag dem Gesetz nicht zustimmen würde. Die Folge wären dessen Auflösung und Neuwahlen gewesen. Abzusehen war ferner, dass auch ein neuer Reichstag das Gesetz ablehnen würde. Danach sollte ein neues Wahlgesetz erlassen werden, das die gewünschte Mehrheit sicherstellte. Dies war de facto ein Staatsstreichplan von oben. Ganz nebenbei würde man so auch den Reichskanzler Leo von Caprivi loswerden, der ein Sondergesetz ähnlich dem Sozialistengesetz nicht mittragen würde. Am 6. September 1894 rief der Kaiser in einer Rede in Königsberg zum „Kampf für Religion, für Sitte und Ordnung gegen die Parteien des Umsturzes“ auf. Caprivi stellte sich dem entgegen und bot seinen Rücktritt an. Der Kaiser versuchte zunächst, ihn zu halten und wandte sich gegen Eulenburg. Dieser aber schaffte es, Wilhelm II. zu überzeugen, dass Caprivi hinter bestimmten Veröffentlichungen über Gespräche zwischen Kanzler und Kaiser stecke. Die Folge war, dass Wilhelm II. am 26. Oktober 1894 sowohl Caprivi als auch Eulenburg entließ.

## Parlamentarischer Verlauf
Reichskanzler von Caprivi hatte sich dem Vorschlag eines erneuten gesetzlichen Vorgehens gegen die Sozialdemokratie nicht völlig zu verschließen vermocht. Angesichts des Regierungswechsels im Reich und Preußen wurde eine von ihm verantwortete entsprechende Vorlage, auf welcher der Kaiser hartnäckig bestand, jedoch erst am 5. Dezember 1894 durch den neuen Reichskanzler Fürst Chlodwig zu Hohenlohe-Schillingsfürst in den Deutschen Reichstag eingebracht.
Die Umsturzvorlage wurde vom 8. bis 12. Januar 1895 im Reichstag in erster Lesung beraten und vor allem von der Sozialdemokratie und den linksliberalen Parteien mit großer Entschiedenheit bekämpft, da die Satzungen zu unbestimmt und die Eingriffe in die Pressefreiheit und selbst die Freiheit der Wissenschaft als zu groß erschienen. Nachdem das Zentrum gefordert hatte, die Strafandrohung auf Angriffe gegen Religion und Kirche auszuweiten, wurde die Vorlage nun von nahezu allen Parteien abgelehnt. In der Öffentlichkeit kam es zu einem Proteststurm gegen die „Umsturzvorlage“. An einer der zahlreichen Erklärungen gegen sie beteiligte sich auch Max Weber.
Am 11. Mai 1895 wurde die Umsturzvorlage im Reichstag in Zweiter Lesung endgültig zurückgewiesen.

## Folgen
Das sogenannte „Kleine Sozialistengesetz“ in Preußen aus dem Jahr 1897 und die Zuchthausvorlage (eigentlich „Gesetz zum Schutze des gewerblichen Arbeitsverhältnisses“) aus dem Jahr 1899 waren letzte Versuche, den Aufstieg der Sozialdemokratie und der Gewerkschaftsbewegung mit gesetzlichen Mitteln aufzuhalten. Die Reichsregierung änderte in der Folge ihren Kurs und verstärkte an Stelle der Repressionspolitik die staatliche Sozialpolitik.